# Joël Desgrippes
 (janvier 2015).
Si vous disposez d'ouvrages ou d'articles de référence ou si vous connaissez des sites web de qualité traitant du thème abordé ici, merci de compléter l'article en donnant les références utiles à sa vérifiabilité et en les liant à la section « Notes et références ».
Pour les articles homonymes, voir Desgrippes.
Joël Desgrippes, né le 4 avril 1945 à Boulogne-Billancourt, est un designer français. Fondateur de l'agence de design Desgrippes, il s'associe à Marc Gobé en 1985. L'agence s'est internationalisée et le groupe a ensuite été cédé pour devenir Brandimage. Il est alors devenu vice-président et directeur de création de « Brandimage - Desgrippes & Laga », le premier groupe de design indépendant dans le monde. 

## Carrière
En 1962, sorti premier de sa promotion des Arts Graphiques de Paris, Joël Desgrippes s’oriente d’abord vers la création publicitaire (Agence de Plas Directeur Artistique (1964) ; Agence Dupuy Compton Directeur Artistique (1967).
Son admiration pour le travail de Raymond Loewy l’amènent à se tourner vers le design[réf. nécessaire].
Il fonde son propre bureau de création en 1971, et créé son premier flacon de parfum pour le couturier Tan Giudicelli. S’ensuivront alors des créations dans le domaine de la parfumerie  : French Line de Révillon, Envol de Ted Lapidus, les parfums Boucheron, Kenzo Jungle, ainsi que plusieurs créations pour Lanvin, Van Cleef & Arpels, Hermès, Sonia Rykiel, Missoni, Prada, Givenchy, Cartier, Armani, Swarovski, Céline, etc. Quelques-unes de ses réalisations sont exposées au Musée international de la Parfumerie de Grasse .
En parallèle, il s’intéresse aux produits de grande consommation et à leur distribution ainsi qu’au domaine de l’identité corporate[Quoi ?], et étend son champ d’intervention à l’ensemble des métiers du design : packaging, design produit, identité visuelle, édition, architecture commerciale, multimédia, etc.
Dès 1991, il implante sa marque en Asie avec l’ouverture d’une agence à Tokyo[réf. nécessaire]. Il poursuit le développement du réseau en Asie : Corée (Séoul 1994), Chine où il fonde deux bureaux : Hong-Kong (2001) et Shanghai (2005). Il renforce la présence de l'agence en Europe avec un bureau à Bruxelles (1998).
En 2008, il fusionne son agence avec Laga, agence américaine de design.